# Orlando, Florida
Orlando (/ɔːrˈlændoʊ/, phiên âm Tiếng Việt: O-lan-đô hay Oọc-lan-đô, Hán-Việt: Áo Lan Đa) là một thành phố nằm ở trung tâm tiểu bang Florida, Hoa Kỳ. Đây là quận lỵ của Quận Cam và trung tâm của vùng đô thị Orlando. Với dân số 2.387.138 dựa theo số liệu năm 2016 của Cục Thống kê Dân số Hoa Kỳ, vùng đô thị Orlando là vùng đô thị lớn thứ 24 tại Hoa Kỳ, thứ sáu ở Nam Hoa Kỳ và thứ ba tại Florida. Tính tới năm 2015, Orlando có dân số trong phạm vi thành phố ước tính khoảng 280.257, giúp nó trở thành thành phố lớn thứ 73 ở Hoa Kỳ và thứ tư ở Florida. Orlando được hợp nhất vào 31 tháng 7 năm 1875, và trở thành một thành phố vào năm 1885.
Thành phố Orlando có biệt danh là "Thành phố tươi đẹp" và biểu tượng của nó là các đài phun nước tại hồ Eola. Orlando cũng được biết đến với tên gọi "Thủ đô công viên chủ đề của thế giới" và trong năm 2014 điểm du lịch và các sự kiện của nó đã thu hút hơn 62 triệu du khách. Sân bay quốc tế Orlando (MCO) là sân bay bận rộn thứ mười ba tại Hoa Kỳ và bận rộn thứ 29 bận rộn nhất trên thế giới. Buddy Dyer là thị trưởng của Orlando.
Một trong những điểm đến du lịch hàng đầu thế giới, các điểm tham quan nổi tiếng của Orlando là xương sống của ngành du lịch của thành phố này: Walt Disney World, nằm khoảng 34 km về phía tây nam của Trung tâm Orlando ở hồ Bay, được khai trương bởi Công ty Walt Disney vào năm 1971; Universal Orlando Resort, mở cửa vào năm 1999 như là một sự mở rộng lớn của Universal Studios Florida; SeaWorld; Gatorland; và Wet 'n Wild. Với ngoại lệ của Walt Disney World, hầu hết các điểm tham quan chính nằm dọc International Drive. Thành phố này cũng là một trong những thành phố ở Mỹ bận rộn nhất cho các hội nghị và hội thảo; Trung tâm Hội nghị Quận Cam là cơ sở hội nghị lớn thứ hai tại Hoa Kỳ.
Cũng giống như các thành phố lớn khác trong vùng Vành đai Mặt trời, Orlando tăng trưởng nhanh chóng trong những năm 1980 và trong thập kỷ đầu tiên của thế kỷ 21, phần lớn nhờ vào thành công của Walt Disney World. Đại học Central Florida đặt tại Orlando là trường đại học lớn nhất tại Hoa Kỳ về lượng tuyển sinh tính tại thời điểm năm 2015. Năm 2010, Orlando được liệt kê là thành phố toàn cầu cấp "Gamma -" theo đánh giá của World Cities Study Group. Orlando xếp thứ tư trong những thành phố Mỹ nổi bật nhất dựa trên nơi mọi người muốn sống theo một nghiên cứu năm 2009 của Trung tâm nghiên cứu Pew.

### Dân cư

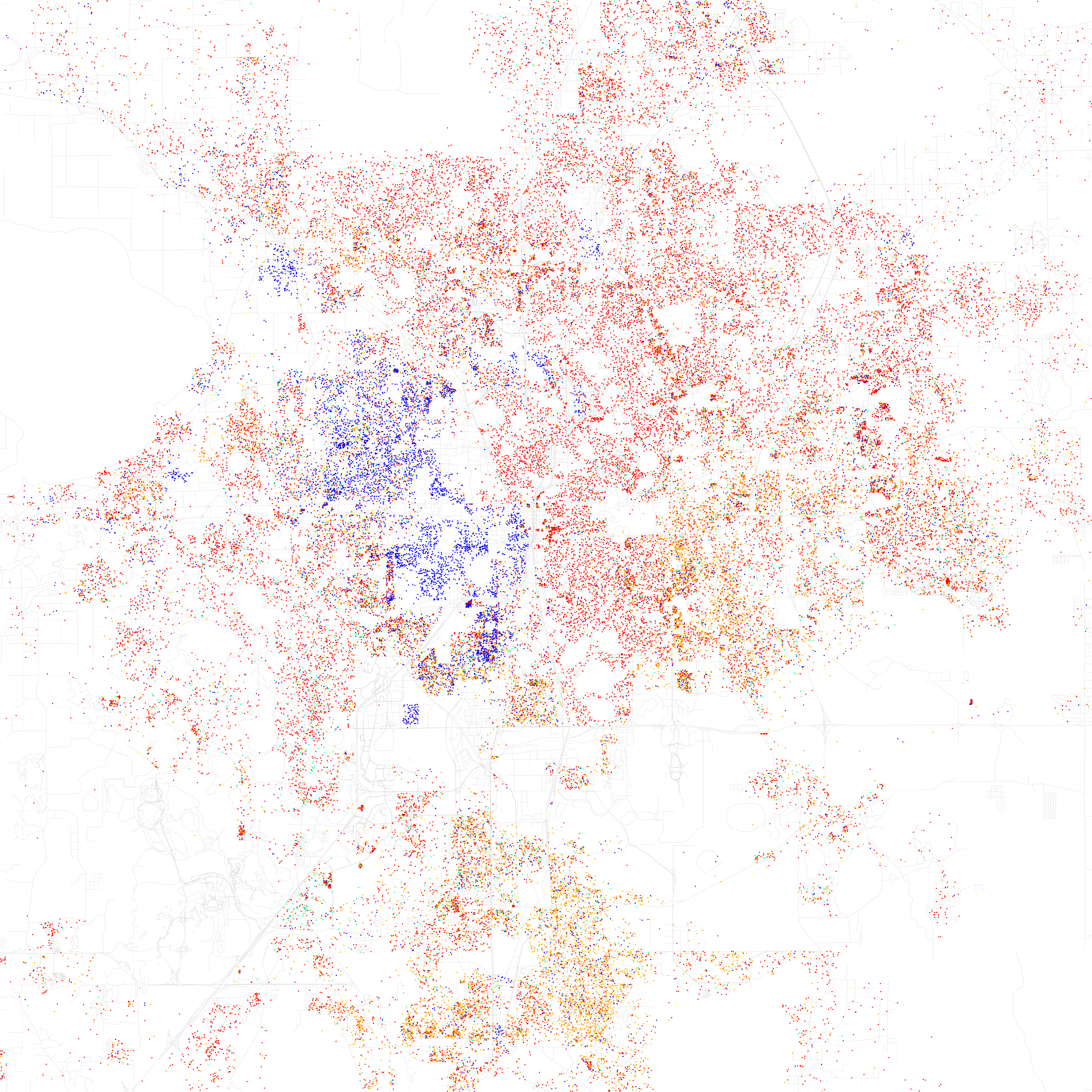
Bản đồ phân bố chủng tộc ở Orlando theo Điều tra dân số Hoa Kỳ năm 2010. Mỗi chấm tương ứng với 25 người: Da trắng, Da màu, Châu Á, Hispanic hoặc Khác (màu vàng)

### Đường sắt

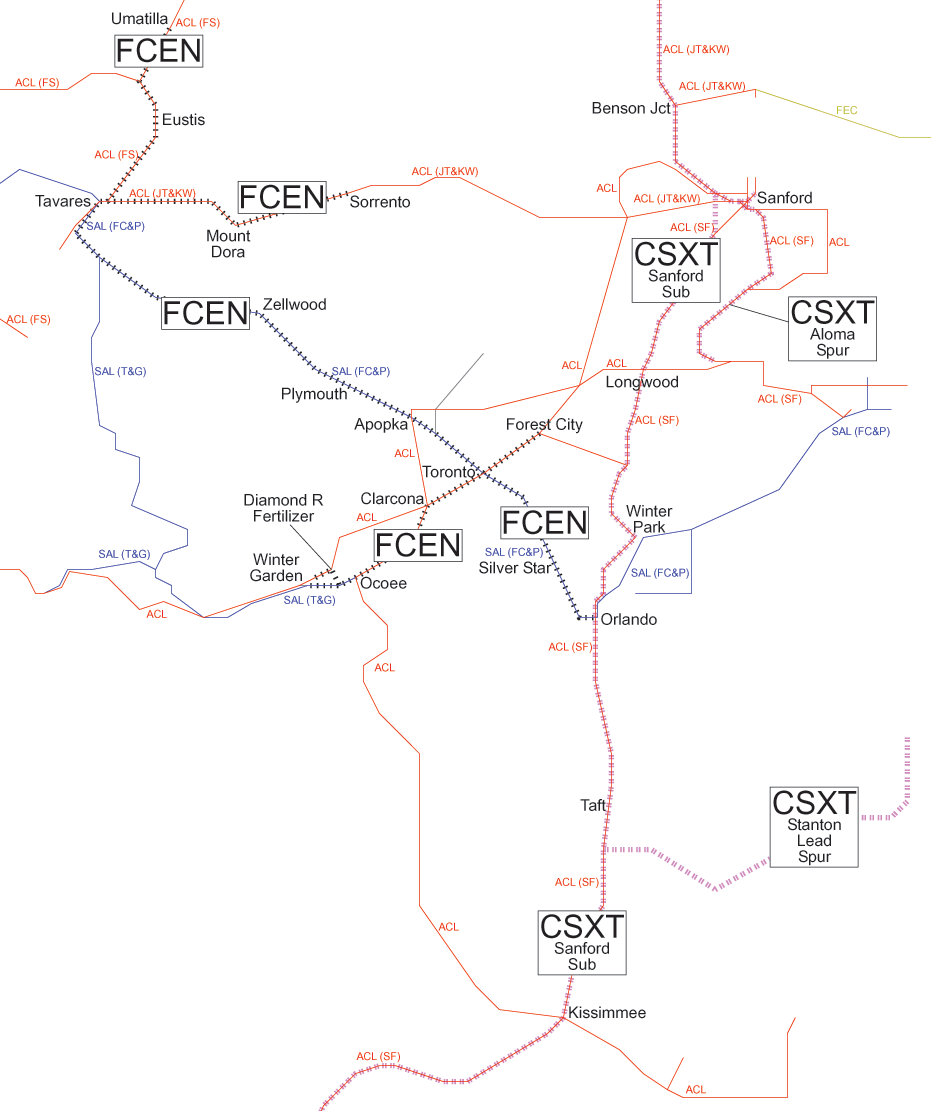
Hê thống đường sắt khu vực Orlando.